# Agrilus inadai
Agrilus inadai é uma espécie de inseto do género Agrilus, família Buprestidae, ordem Coleoptera.
Foi descrita cientificamente por Fukutomi, em 2006.